# Enthaarungscreme

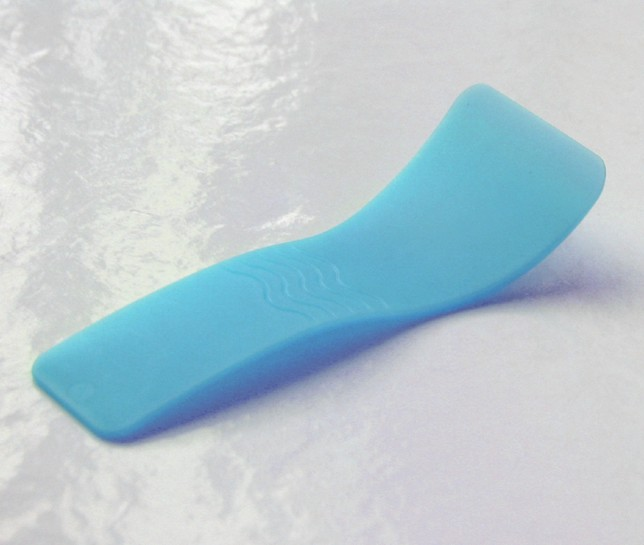
Depilationsspatel

Eine Enthaarungscreme ist ein Präparat, welches zur Depilation der Körperbehaarung verwendet wird. Typische Körperzonen sind Brust, Beine, Arme und der Genitalbereich. Die als Creme, Lotion oder Schaum angebotenen Enthaarungsprodukte müssen in der Regel nach der Applikation zirka drei bis zwölf  Minuten (je nach Produkt) einwirken. Abschließend wird die Creme samt den Haaren mit einem oftmals der Creme beiliegenden Spatel (Depilationsspatel) entfernt. Der Vorteil der Cremes ist die schmerzfreie Enthaarung. Die Haarwurzeln sind von der Behandlung nicht betroffen und neues Haar wächst wieder nach.
Die in Enthaarungsprodukten enthaltenen alkalischen (ca. pH 12) Wirkstoffe sind meist Kalium- oder Ammoniumsalze der Thioglycolsäure oder Thiomilchsäure, welche die Peptidbindungen und Disulfidbrücken des Haarkeratins aufspalten. Der außerhalb der Haut gelegene Teil des Haars löst sich auf und wird abgetrennt. Die EG-Kosmetik-Richtlinie regelt die Einsatzmenge der Stoffe und Höhe des pH-Wertes der Formulierungen. Nach der Anwendung der Präparate ist gründliches Abwaschen mit Wasser erforderlich. Sauer (ca. pH 4) eingestellte Nachbehandlungs-Präparate helfen bei der Neutralisierung. Zu Pflegezwecken sind den Enthaarungsmitteln häufig Stoffe wie Aprikosenöl, Vitamin E und Bisabolol zugesetzt. Duftstoffe dienen der Überdeckung des oft als unangenehm empfundenen Geruchs.
Thioglycolsäure ist giftig und wird zu großen Teilen auch vom Körper percutan (über die Haut) aufgenommen. Weiterhin kann es auch zu Hautunverträglichkeiten kommen, so dass ein vorangehender Test auf einer kleinen Stelle Haut empfohlen wird. Das ist aber keine Garantie für eine gute Verträglichkeit, obwohl diese in den 2010er Jahren besser geworden ist.
Zur Schamhaarentfernung und zur Anwendung im Gesicht ist die Creme aus diesen Gründen nicht oder nur mit großer Vorsicht zu benutzen, da hier allergische Reaktionen oder Hautirritationen möglich sind. Ein Schleimhautkontakt sollte unter allen Umständen vermieden werden.